# سيفا (مخرج)
سيفا (بالإنجليزية: Siva)‏ هو مخرج هندي، ولد في 12 أغسطس 1977 في تشيناي في الهند.

## وصلات خارجية
- سيفا على موقع IMDb (الإنجليزية)
- سيفا على موقع ألو سيني (الفرنسية)
- سيفا على موقع أول موفي (الإنجليزية)
- سيفا على موقع قاعدة بيانات الفيلم (الإنجليزية)